# St. Paulus (Quakenbrück)

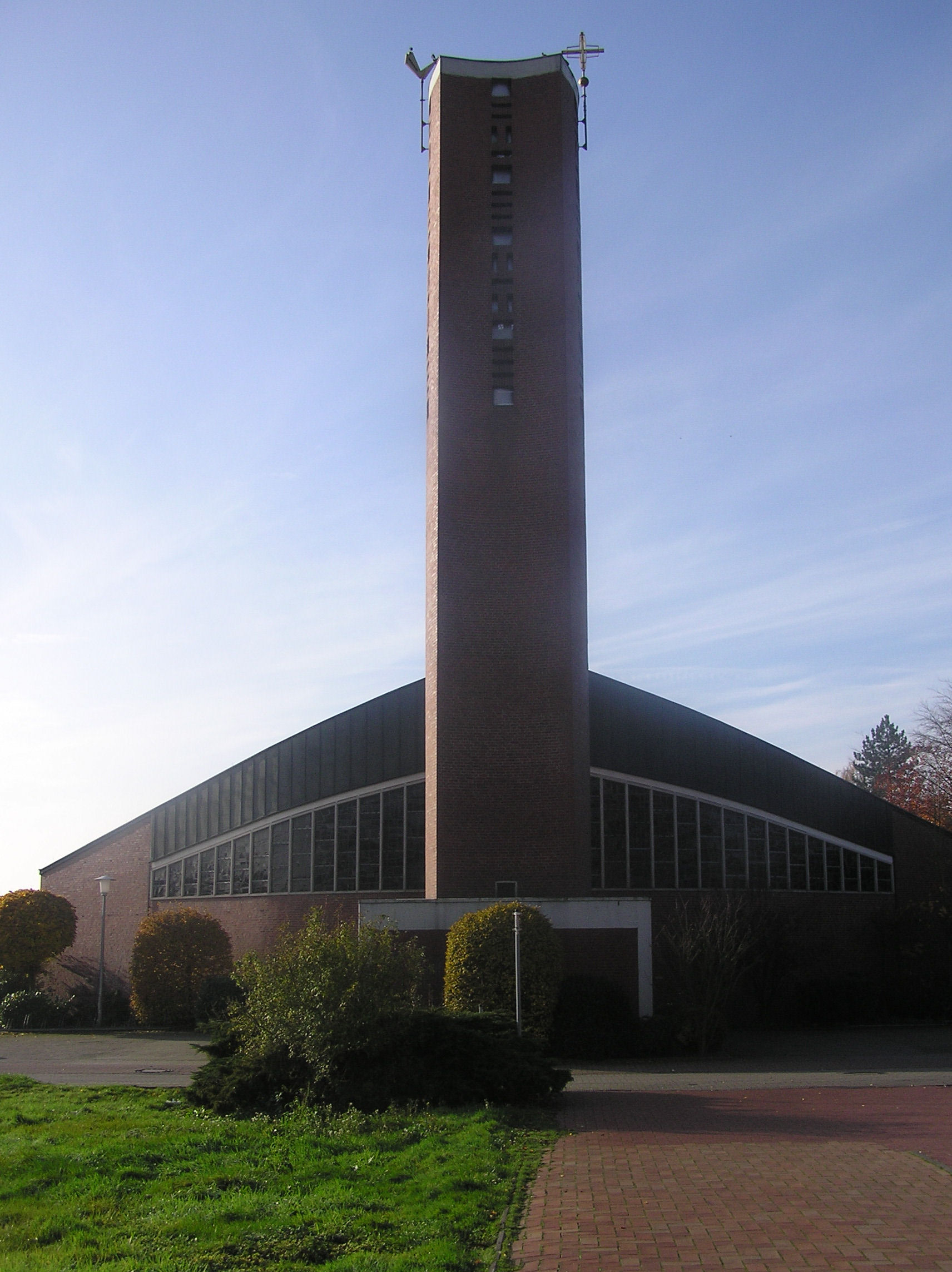
St. Paulus

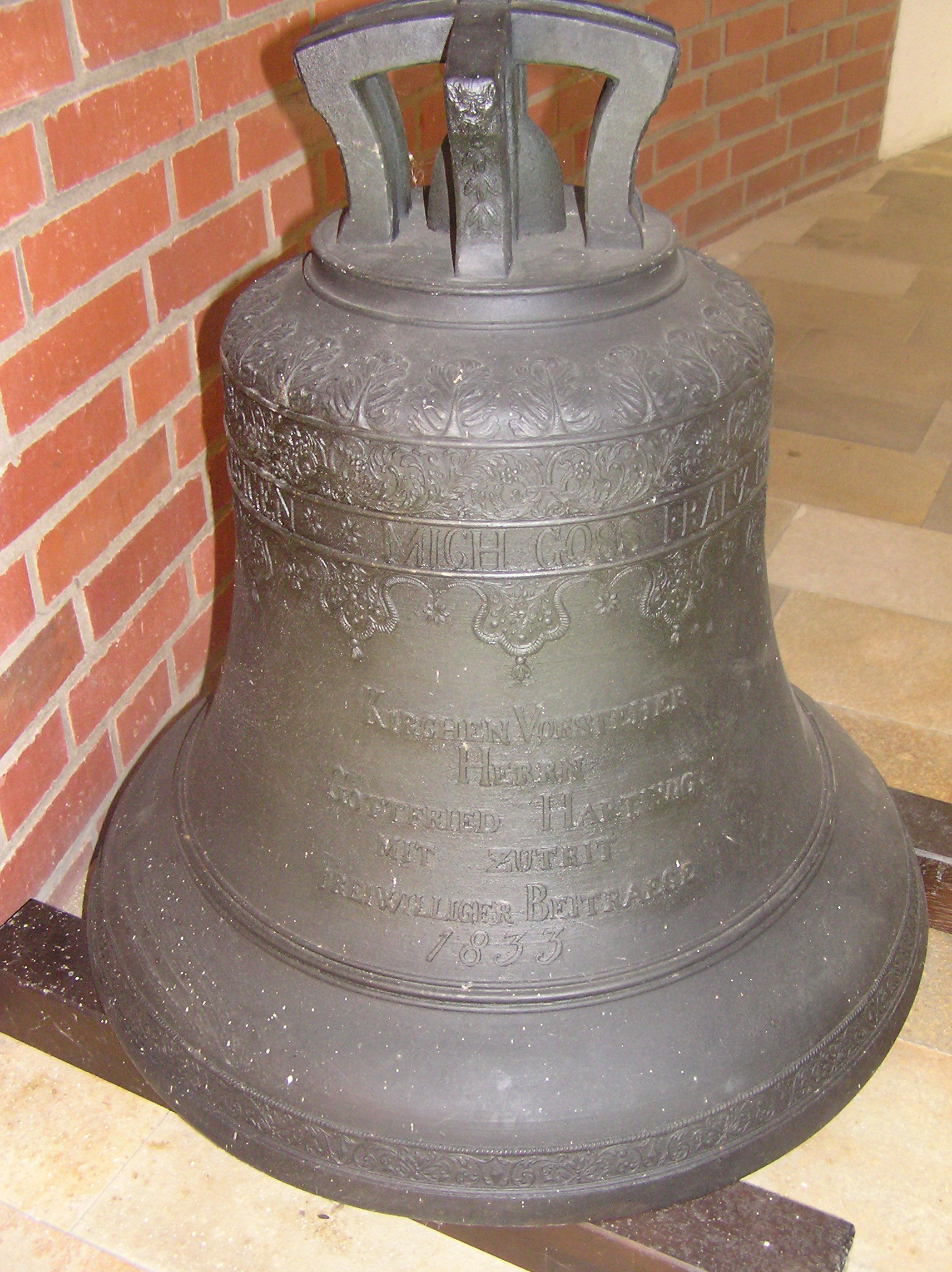
St. Paulus

Die katholische St. Paulus-Kirche in Quakenbrück steht im Stadtteil Hengelage.
Die Gemeinde St. Paulus verdankt ihre Entstehung der extremen Randlage Quakenbrücks; der Stadtteil Hengelage zählte früher zum Gebiet der oldenburgischen Gemeinde Essen, ragt aber in das Stadtgebiet Quakenbrücks, ja fast in die Altstadt, hinein.
Die Katholiken dieses Gebiets wurden seit jeher von der Quakenbrücker Gemeinde St. Marien betreut, weil die offiziell zuständige Pfarrkirche Essens mehr als fünf Kilometer entfernt lag. Um diesen „seelsorgerischen Missstand“ zu beseitigen, wurde 1963/64 auf der Hengelage die St.-Paulus-Kirche errichtet.
Politisch gehört dieser Bereich seit der Gebietsreform von 1972 zur Stadt Quakenbrück, so dass sich zeitweise innerhalb des Stadtgebiets Kirchengemeinden zweier Bistümer (Münster und Osnabrück) befanden. Auf Bitten der Bischöfe von Münster und Osnabrück gliederte die Bischofskongregation mit Dekret vom 19. April 2002 die Pfarrei St. Paulus ins Bistum Osnabrück um.